# Будик I (король Арморики)
Будик I (брет. Budic; 420—501) — правитель Арморики (464—497), сын и наследник короля Алдриена.

## Биография

### Правление
В 464 году Алдриен умер и ему как старший сын наследовал Будик I.
Согласно легенде, передаваемой Гальфридом Монмутским в «Истории королей Британии», после убийства дяди, императора Британии Константина, Будик I предоставил убежище двум своим молодым двоюродные братья, Амвросию Аврелиану и Утеру Пендрагону. Как наследники британского престола они были в серьезной опасности от узурпатора Вортигерна. Тем не менее, они росли в полной безопасности при дворе Будика, и в конечном итоге достигнув совершеннолетнего возраста, они смогли вернуться на родину и побороться за своё наследство.
Будик является прототипом императора Бретани (Emyr Llydaw), как и его одноименный потомок Будик II.
Правление Будика закончилось в 497 году и он умер в 501 году, либо раньше, около 468 года, разделяя власть со своими братьями Максентом и Биканом, которым наследовал сын Будика, Максенри.

### Семья
Жена — Анаумида. Их дети:
- Мелю
- Ривод
- Деруэла, замужем за Иниром ап Дивнуалом из Гвента
- Йоан Добродетельный
  - Даниель Унуа
- Амун Чёрный, женат на Анне из Гвента (идентифицируется как дочь Мейрига ап Теудрига[4][5])
  - Святой Самсон (ум. 565 или ок. 560[4])
  - Святой Тидехо
  - еще 4 сына
  - дочь
- Умбрафель, женат на Афрелии из Гвента (идентифицируется как дочь Мейрига ап Теудрига[4][5])
  - святой Маглорий (ум. 586[4])
  - ещё 2 сына